# Ingo Schulze
Ingo Schulze (ur. 15 grudnia 1962 w Dreźnie) – niemiecki pisarz.
Syn profesora fizyki i lekarki. Po rozwodzie rodziców wychowywała go matka. W latach 1983–1988 studiował filologię klasyczną oraz germanistykę na Uniwersytecie w Jenie. Przez dwa lata, od września 1988, do lutego 1990, pracował w teatrze w Altenburgu. W roku 1993 sześć miesięcy spędził w Petersburgu, gdzie założył pierwszą darmową gazetę z ogłoszeniami. Od września 1993 mieszka w Berlinie.
Za swoją twórczość otrzymał wiele nagród literackich. Jego książki zostały przetłumaczone na 20 języków.

## Dzieła
- 33 Augenblicke des Glücks, 1995 (wyd. pol. 2003, 33 mgnienia szczęścia: pamiętnik znaleziony w drodze do Petersburga)
- Simple Storys, 1998
- Der Brief meiner Wirtin, 2000
- Von Nasen, Faxen und Ariadnefäden, 2000
- Mr. Neitherkorn und das Schicksal, 2001
- Würde ich nicht lesen, würde ich auch nicht schreiben, 2002
- Neue Leben, 2005
- Handy. Dreizehn Storys in alter Manier, 2007.
- Adam und Evelyn, 2008.
- Eine, zwei, noch eine Geschichte/n, 2010